# Josué Dubois Berthelot de Beaucours
Pour les articles homonymes, voir Beaucours.
Josué Dubois Berthelot de Beaucours (1662-1750) est une personnalité de la Nouvelle-France. Il fut, tour à tour, officier de marine, officier dans les troupes de la Marine, ingénieur en chef du Canada, gouverneur de Trois-Rivières et de Montréal.

## Biographie
Fils de Jacques-Hyacinthe Dubois Berthelot et Péronelle de Magnan, il est né dans le château de Bois Berthelot à Canihuel en France. Il s'engage dans la marine française à l'âge de 20 ans. En 1684, il est promu cadet. En 1687, Il a été déchargé du service naval et, l'année suivante, devient lieutenant dans les troupes régulières coloniales de Canada. En 1689, il a été chargé d'améliorer les défenses de la ville de Trois-Rivières en raison de la menace d'attaques par les Iroquois. En 1692, Beaucours mène une expédition fructueuse contre les Iroquois. Cette même année, il rédige des plans pour la fortification de Québec contre une attaque anglaise possible. On lui donne par la suite le poste d'ingénieur. En 1701, il est promu capitaine et, en 1702, va travailler sur des forts dans la région de Montréal. En 1704 et 1705, il mène un groupe de 120 hommes qui participent à une expédition contre les Anglais à Terre-Neuve qui culmine par le Siège de Saint-Jean. À son retour, Beaucours continue à travailler sur des fortifications à Montréal et Québec et, en 1712, il reçoit la croix de Saint-Louis et le poste d'ingénieur en chef pour le Canada. Beaucours a épousé Marie-Angélique Denys de La Ronde en 1713. En 1715, il est nommé ingénieur en chef pour la colonie française de l'Île Royale et, en 1717, devient le lieutenant du roi à l'Île Royale.

## Œuvre
On le cite surtout pour son ouvrage concernant les fortifications de Québec. Le dictionnaire biographique du Canada écrit à ce propos : 

« À l'automne de 1692, le successeur de Villeneuve n'était toujours pas désigné et Frontenac, qui croyait une attaque anglaise imminente, donna à Beaucours commission de dresser des plans de fortifications pour Québec. Travaillant sous la contrainte des circonstances, Beaucours éleva de nouveaux murs plus faciles à défendre et exigeant moins de soldats. Il dessina les portes Saint-Jean et Saint-Louis, la redoute du cap Diamant et les batteries Royale, Dauphine et Saint-Roch. Au cours de l’hiver, Champigny écrivait que le travail exécuté par Beaucours était de meilleure qualité et plus économique que celui de Villeneuve et, en 1693, Frontenac recommanda sa nomination au poste d’ingénieur. »

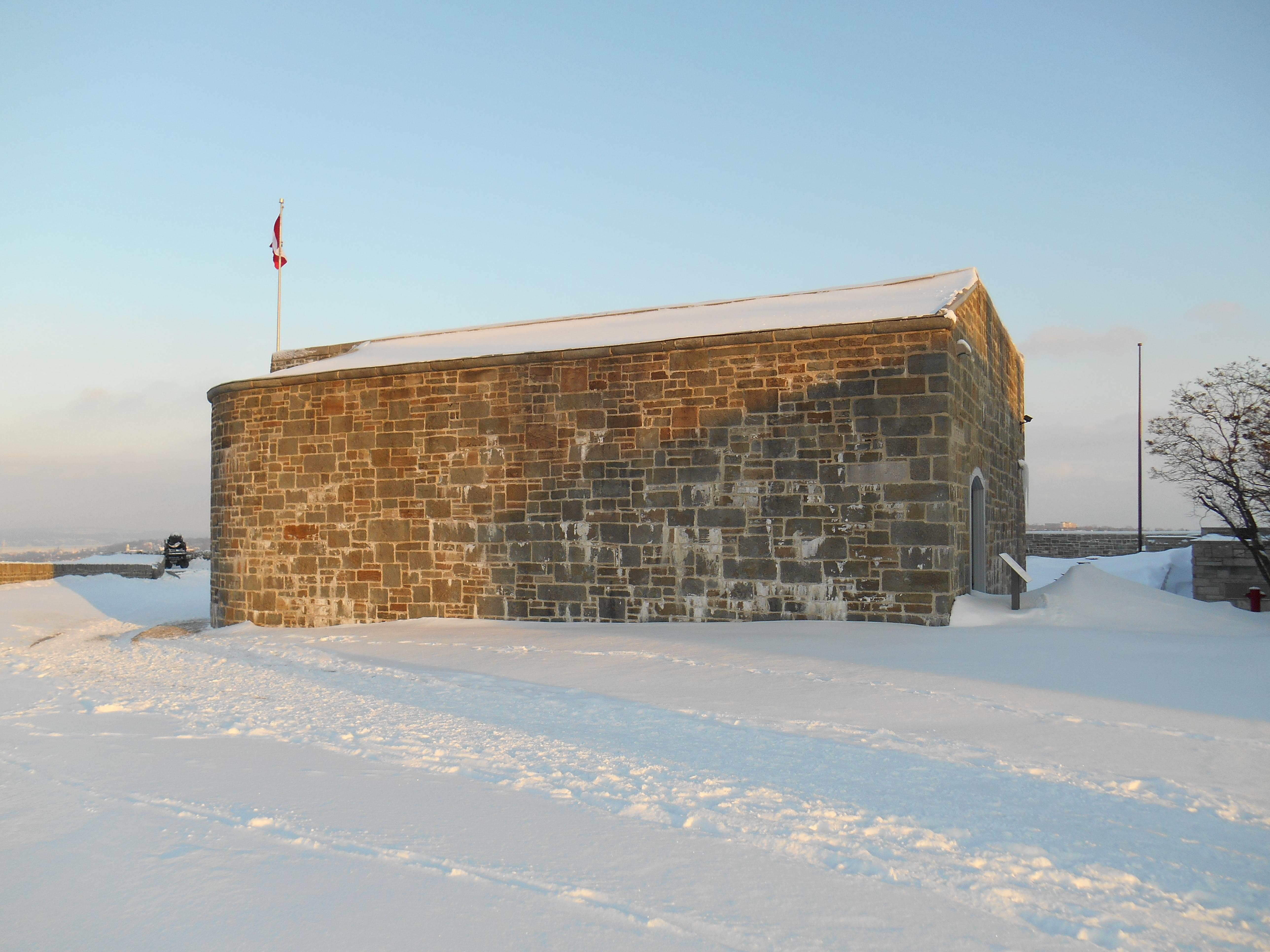
Redoute du cap Diamant
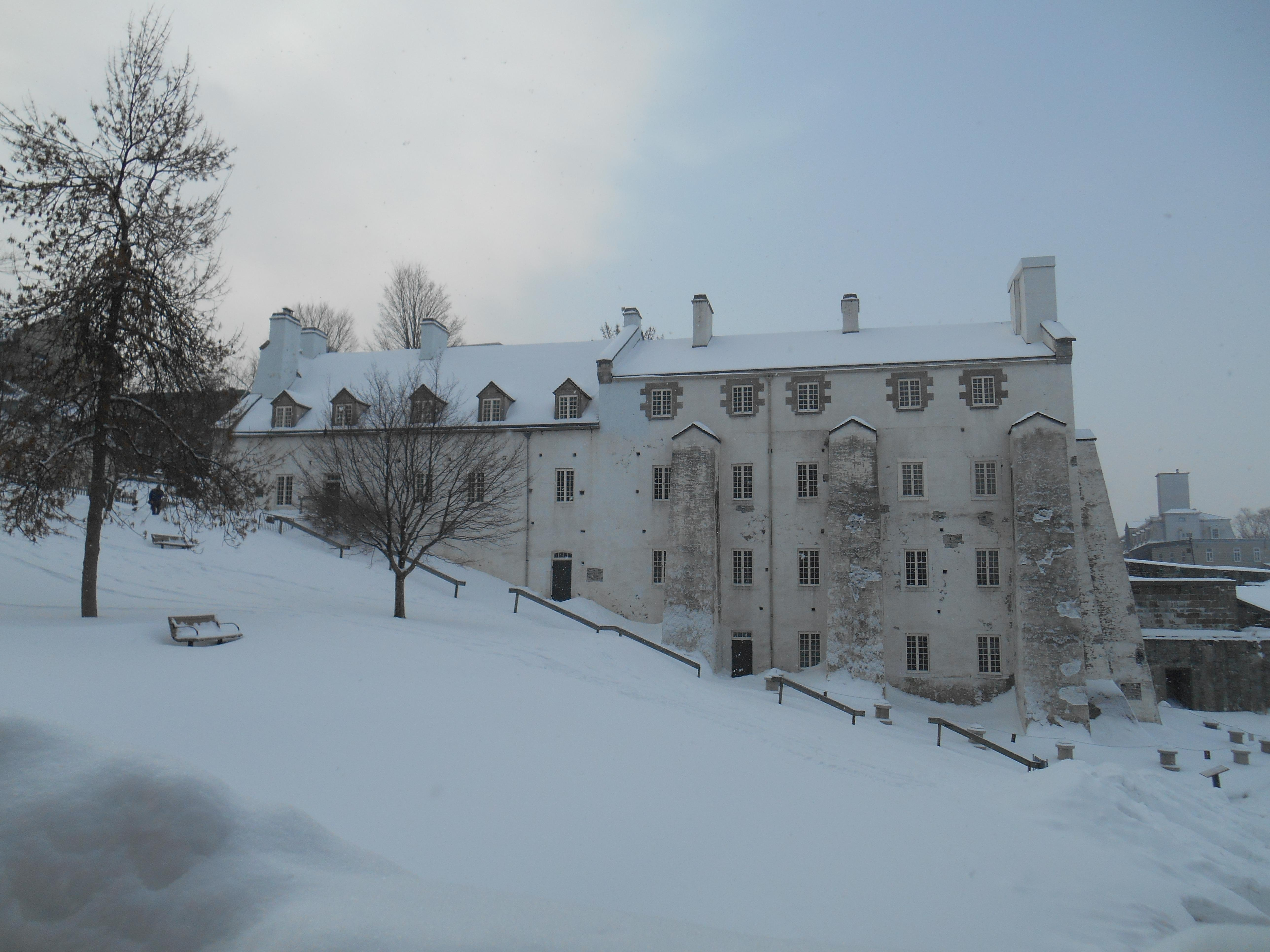
Redoute Dauphine

## Hommages
La rue du Sieur-De-Beaucours a été nommée en son honneur, vers 1956, dans l'ancienne ville de Sainte-Foy, maintenant présente dans la ville de Québec.